# Jennifer Garner
Jennifer Anne Garner (n. 17 aprilie, 1972, în Houston, Texas) este actriță și producătoare de film americană. Garner și-a căpătat faima prin rolul ofițerului CIA Sydney Bristow din serialul de thriller-dramă de la ABC Alias, care a fost difuzat timp de cinci ani între 2001 și 2006. Pentru performanța sa în acest serial, Garner a câștigat un premiu Globul de Aur și un premiu Screen Actors Guild Award.
În timp ce apărea în serialul de televiziune Alias, a obținut roluri în filme ca Pearl Harbor (2001) și Catch Me if You Can (2002). De atunci, Garner a mai apărut într-o serie de filme atât în rol principal, cât și în secundar, printre care Daredevil (2003), 13 Going on 30 (2004), Elektra (2005), a spin-off of Daredevil, Juno (2007), The Invention of Lying (2009), The Odd Life of Timothy Green (2012) și Dallas Buyers Club (2013).
Jennifer Garner a fost căsătorită de două ori, a doua oară cu actorul și regizorul Ben Affleck, cu care are trei copii.

## Viață timpurie
Jennifer Garner este fiica unei profesoare de engleză, Patricia Ann și a unui chimist, William Jack Garner; mai are două surori Melissa Garner Wiley și Susannah Garner. Când a avut patru ani tatăl ei a primit o slujbă la Union Carbide, în Charleston, Virginia de Vest și au fost nevoiți să se mute. În 1990 Jennifer Garner a absolvit Liceul George Washington din Charleston, unde cânta la saxofon. A mai studiat nouă ani de balet înainte de a se înscrie la Universitatea Denison pentru a studia ingineria chimică. Când a realizat că îi place mai mult actoria decât știința și-a schimbat obiectul de studiu. A absolvit Universitatea Denison în 1994 și și-a continuat studiile în actorie la Universitatea Yale. În 1995 și-a vizitat o prietenă la New York și s-a hotarat să-și încerce șansele în teatru. Garner a menționat-o pe sora sa mai mare, Melissa Lynn Garner Wylie, care trăiește în Boston, Massachusetts, drept sursă de inspirație pentru ea. Pe sora sa mai mică o cheamă Susannah Kay Garner Carpenter.

## Carieră

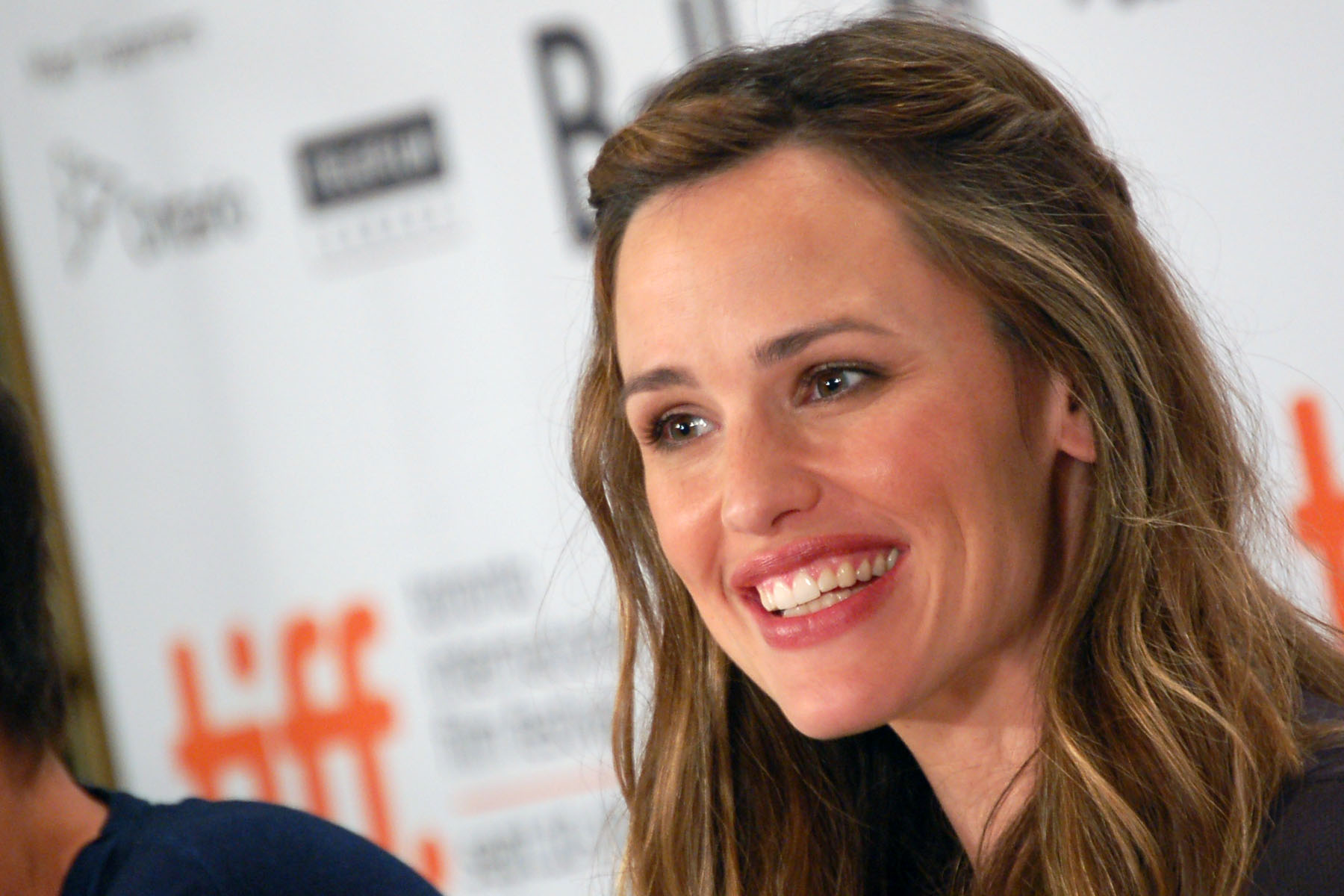
Jennifer Garner în 2009

În New York Jennifer Garner câștiga 150$ pe sǎptǎmânǎ jucând ca dublurǎ într-un film. Apoi a fost aleasǎ sǎ joace în primul ei rol din televiziune în filmul Zoya, bazat pe romanul lui Danielle Steele. A jucat apoi în serialele "Significant others" și "Time of your life", precum și în douǎ filme produse de Hallmark Hall of Frame, printre care și "Rose hill" (1997), bazat pe cartea "For the roses" scrisǎ de Julie Garwood. În 1996 a apǎrut într-un episod din "Law and order", unde a jucat rolul unei studente care a avut o aventurǎ cu detectivul Rey Curtis. Ulterior s-a mutat la Los Angeles, California unde a lucrat la un restaurant înainte de a juca în serialul "Felicity", în care a avut rolul lui Hannah Bibb. Pe platourile de filmare și-a întâlnit viitorul soț, Scott Foley. În anul 2000 Jennifer Garner a apǎrut în comedia "Băi, care mi-a șutit mașina?", jucând rolul prietenei lui Ashton Kutcher. În anul 2001 a apǎrut ca infirmierǎ în filmul "Pearl Harbour", jucând alǎturi de Ben Affleck și Kate Beckinsale.
Mai târziu în 2001, J. J. Abrams, care a produs "Felicity", a anunțat-o pe Jennifer Garner despre noul serial la care lucra la ABC. Garner s-a prezentat la audiții și a fost aleasǎ sǎ joace rolul lui Sydney Bristow în serialul "Alias". Serialul a devenit un adevǎrat succes, iar Jennifer Garner a câștigat Premiul de "Cea mai Bunǎ Actrițǎ într-un Serial" în ianuarie 2002 la Globul de Aur. "Alias" a început doar cu câteva luni înainte, iar Jennifer a câștigat premiul doar cu jumǎtate de sezon difuzat. Serialul s-a bucurat de un enorm succes și s-a terminat în mai 2006 cu cel de-al cincilea sezon. Salariul lui Jennifer Garner pentru "Alias" a început de la 45.000$ pe episod și de atunci s-a ridicat pânǎ la 150.000$ pe episod. Pe durata serialului actrița a primit patru nominalizǎri consecutive la Globul de Aur. A mai primit și patru nominalizări consecutive la premiile Emmy. Garner a primit un premiu din partea Breslei Actorilor în anul 2005. În martie 2005, Jennifer a regizat "In dreams", un episod din "Alias" difuzat în mai. Jennifer Garner a primit credit de producǎtor/regizor în cel de-al cincilea și ultimul sezon.
Dupǎ succesul avut în "Alias", Jennifer Garner s-a întors la cariera în domeniul filmelor, cu un mic rol în filmul lui Steven Spielberg "Catch me if you can", dar jucând și ca Elektra Natchios în filmul "Daredevil" cu Ben Affleck. Apoi a primit rolul ca Elektra în filmul din 2005 intitulat de asemenea "Elektra". Jennifer Garner și-a arǎtat și latura amuzantǎ, jucând în filmul "Azi 13, mâine 30 de ani", care a fost un mare succes, stabilind-o ca fiind o mare actrițǎ. Jennifer Garner este cunoscutǎ ca realizându-și propriile cascadorii, iar în ianuarie 2005 nu a putut sǎ-și facǎ datoria referitoare la publicitatea filmului "Elektra", din cauza a ceea ce pǎrea la început sǎ fie o infecție viralǎ, care s-a dovedit a fi efectele unei distrugeri nervoase, cauzate de realizarea unei cascadorii în "Alias".
Garner a intrat în topul celor mai bine plǎtiți actori de la Hollywood, plasându-se pe locul cinci, câștigând aproximativ 14 milioane de dolari în anul 2004/05. La ceremonia Academy Awards 2006, Jennifer Garner s-a împiedicat de propria rochie (creatǎ de Michael Kors), în timp ce se îndrepta sǎ-și ia premiul. Nu a cǎzut, numai și-a pierdut echilibrul, iar apoi a zis în glumǎ "Îmi fac singurǎ propriile cascadorii". Viitorul ei film a fost comedia romanticǎ "Catch and Release". Actrița a format o companie de producție numitǎ Vandalia Films, care a produs primul film în anul 2007. Jennifer Garner va produce viitoarele filme ale companiei: "Sabbatical" și "Be with You".
Jennifer Garner își ia primul rol ca parte dintr-un ansamblu în "The Kingdom" cu Jamie Foxx și Jason Bateman.

## Viața personalǎ
Pe 19 octombrie 2000 s-a cǎsǎtorit cu actorul Scott Foley, cu care a jucat în "Felicity". Cei doi erau oficial divorțați în luna martie a anului 2004. Apoi a avut o relație cu actorul din "Alias", Michael Vartan, pânǎ în mijlocul anului 2004, când începe o relație actorul din Daredevil, Ben Affleck. În 29 iunie 2004 Jennifer Garner și Ben Affleck s-au cǎsǎtorit într-o ceremonie secretǎ la stațiunea Parrot Cay. La ceremonie a fost de față și actorul cu care a jucat în "Alias", Victor Garber, (Jack Bristow). Pe 1 decembrie 2005 Jennifer Garner a născut primul ei copil, Violet Anne Affleck.
Lui Jennifer Garner îi place gătitul, grădinăritul, drumeția și kick-box-ul (hobby inspirat din personajul jucat în "Alias").

## Filmografie

### Film
| An   | Titlu                                                       | Rol                   | Note |
| ---- | ----------------------------------------------------------- | --------------------- | --- |
| 1997 | In Harm's Way                                               | Kelly                 | |
| 1997 | Deconstructing Harry                                        | Woman in Elevator     | |
| 1997 | Washington Square                                           | Marian Almond         | |
| 1997 | Mr. Magoo                                                   | Stacey Sampanahodrita | |
| 1998 | 1999                                                        | Annabell              | Alternative title: Girls & Boys |
| 1999 | Aftershock: Earthquake in New York                          | Diane Agostini        | |
| 2000 | Dude, Where's My Car?                                       | Wanda                 | |
| 2001 | Stealing Time                                               | Kiley Bradshaw        | Alternative title: Rennie's Landing |
| 2001 | Pearl Harbor                                                | Nurse Sandra          | |
| 2002 | Catch Me If You Can                                         | Cheryl Ann            | Cameo Role |
| 2003 | Daredevil                                                   | Elektra Natchios      | MTV Movie Award for Best Breakthrough Female Performance Nominalizare—MTV Movie Award for Best Kiss (shared with Ben Affleck) Nominalizare—Teen Choice Award for Choice Movie Actress - Drama/Action Adventure Nominalizare—Teen Choice Award for Choice Movie Breakout Star - Female Nominalizare—Teen Choice Award for Choice Movie Chemistry (shared with Ben Affleck)                                                                     |
| 2004 | 13 Going on 30                                              | Jenna Rink            | Nominalizare—MTV Movie Award for Best Musical Performance (shared with Mark Ruffalo) Nominalizare—Teen Choice Award for Choice Movie Actress - Comedy Nominalizare—Teen Choice Award for Choice Movie Blush Nominalizare—Teen Choice Award for Choice Movie Chemistry (shared with Mark Ruffalo) Nominalizare—Teen Choice Award for Choice Movie Hissy Fit Nominalizare—Teen Choice Award for Choice Movie Liplock (shared with Mark Ruffalo) |
| 2005 | Elektra                                                     | Elektra Natchios      | Nominalizare—MTV Movie Award for Best Kiss (shared with Natassia Malthe) Nominalizare—Teen Choice Award for Choice Movie Actress: Action Adventure/Thriller |
| 2006 | Catch and Release                                           | Gray                  | |
| 2007 | The Kingdom                                                 | Janet Mayes           | |
| 2007 | Juno                                                        | Vanessa Loring        | Nominalizare—Online Film Critics Society Award for Best Supporting Actress Nominalizare—Broadcast Film Critics Association Award for Best Cast |
| 2009 | Ghosts of Girlfriends Past                                  | Jenny Perotti         | |
| 2009 | The Invention of Lying                                      | Anna                  | |
| 2010 | Valentine's Day                                             | Julia Fitzpatrick     | |
| 2011 | Arthur                                                      | Susan Johnson         | |
| 2012 | Butter                                                      | Laura Pickler         | Also producer |
| 2012 | The Odd Life of Timothy Green                               | Cindy Green           | |
| 2013 | Dallas Buyers Club                                          | Dr. Eve Saks          | Nominalizare—Screen Actors Guild Award for Outstanding Performance by a Cast in a Motion Picture |
| 2014 | Draft Day                                                   | Ali                   | |
| 2014 | Imagine                                                     |                       | Post-producție |
| 2014 | Alexander and the Terrible, Horrible, No Good, Very Bad Day | Kelly                 | Post-producție |
| 2014 | Men, Women & Children                                       |                       | |

### Televiziune
| An      | Titlu                              | Rol                 | Note |
| ------- | ---------------------------------- | ------------------- | --- |
| 1995    | Danielle Steel's Zoya              | Sasha               | Film de televiziune |
| 1996    | Harvest of Fire                    | Sarah Troyer        | Film de televiziune |
| 1996    | Dead Man's Walk                    | Clara Forsythe      | Miniseries |
| 1996    | Swift Justice                      | Allison             | Episodul: "No Holds Barred" |
| 1996    | Law & Order                        | Jaime               | Episodul: "Aftershock" |
| 1996    | Spin City                          | Becky               | Episodul: "The Competition" |
| 1997    | The Player                         | Celia Levison       | Film de televiziune |
| 1997    | Rose Hill                          | Mary Rose Clayborne | Film de televiziune |
| 1998    | Significant Others                 | Nell                | 6 episoade |
| 1998–02 | Felicity                           | Hannah Bibb         | 3 episoade |
| 1999    | Aftershock: Earthquake in New York | Diane Agostini      | Film de televiziune |
| 1999    | The Pretender                      | Billie Vaughn       | 1 episode |
| 1999–01 | Time of Your Life                  | Romy Sullivan       | 19 episoade |
| 2001–06 | Alias                              | Sydney Bristow      | - 105 episoade - Saturn Award for Best Actress on Television Golden Globe Award for Best Actress - Television Series Drama - Screen Actors Guild Award for Outstanding Performance by a Female Actor in a Drama Series Teen Choice Awards for Television – Choice Actress Nominalizare—Saturn Award for Best Actress on Television (2004, 2005, 2006) Nominalizare—Primetime Emmy Award for Outstanding Lead Actress - Drama Series (2002, 2003, 2004, 2005) Nominalizare—Golden Globe Award for Best Actress - Television Series Drama (2003, 2004, 2005) Nominalizare—Screen Actors Guild Award for Outstanding Performance by a Female Actor in a Drama Series Nominalizare—Satellite Award for Best Actress – Television Series Drama (2003, 2004, 2005) Nominalizare—Television Critics Association for Individual Achievement in Drama Nominalizare—Teen Choice Awards for Choice Television Actress – Drama |
| 2003    | Saturday Night Live                | Host                | Episodul: "Jennifer Garner/Beck" |
| 2003    | The Simpsons                       | Rolul său           | Episodul: "Treehouse of Horror XIV" |
| 2013    | Martha Speaks                      | Jennifer            | Episodul: "Too Many Marthas" |